# Rivoluzione EDSA II
La locuzione rivoluzione EDSA II indica una serie di manifestazioni pacifiche civili e militari protrattesi dal 17 al 20 gennaio 2001 che rovesciarono il governo del 13º Presidente delle Filippine Joseph Estrada. Quest'ultimo fu succeduto dal Vicepresidente in carica Gloria Macapagal-Arroyo, la quale prestò ufficialmente giuramento intorno a mezzogiorno del 20 gennaio, diverse ore prima della fuga di Estrada dal palazzo di Malacañang.